# Susanne Knorre
Susanne Knorre (* 3. Juni 1961 in Bad Oeynhausen) war von 2000 bis 2003 niedersächsische Ministerin für  Wirtschaft, Technologie und Verkehr (parteilos) im Kabinett Gabriel. Sie ist heute Professorin für Unternehmenskommunikation an der Hochschule Osnabrück und Unternehmensberaterin in Hannover.

## Leben und Beruf
Nach dem Abitur 1980 absolvierte Susanne Knorre ein Studium der Politologie, der Volkswirtschaftslehre und der Anglistik an der Universität Hamburg und der Universität Basel, welches sie 1985 als Diplom-Politologin beendete. Nach einem anschließenden Referendariat bestand sie 1988 das Staatsexamen für den höheren allgemeinen Verwaltungsdienst. Anschließend war sie bis 1991 als Grundsatzreferentin im Ministerium für Wirtschaft und Verkehr des Landes Rheinland-Pfalz tätig. 1990 erfolgte ihre Promotion zum Dr. rer. pol. mit der Arbeit „Soziale Selbstbestimmung und individuelle Verantwortung - Hugo Sinzheimer (1875 – 1945) - eine politische Biographie“. Nach der Landtagswahl 1991 wurde sie Leiterin des Büros des Ministers für Wirtschaft und Verkehr, Rainer Brüderle. 1994 wechselte sie zur Preussag AG und war hier u. a. als Prokuristin Leiterin der Konzernkommunikation.
Ab März 2003 war sie geschäftsführende Gesellschafterin der Grote & Knorre Personal- und Unternehmensberatung GmbH und ab November 2003 Management Partner Public Affairs von Weber Shandwick Deutschland. Von Anfang 2005 bis 2007 war Knorre in einer Mandatsposition Director Corporate Affairs bei Japan Tobacco International in Köln. Ihre Unternehmensberatung in Hannover heißt heute Knorre Consulting.
Knorre lehrt seit 2005 am Institut für Kommunikationsmanagement der Fachhochschule Osnabrück. 2007 nahm sie dort die Berufung auf die nebenberufliche Professur für Unternehmenskommunikation an. Zuvor übernahm sie Lehraufträge am Master-Studiengang „Organization Studies“ der Universität Hildesheim, am Institut für Journalistik und Kommunikationsforschung Hannover sowie an der Universität Kapstadt am Institute of Political Studies.
Knorre ist Mitglied der Deutschen Gesellschaft für Politikberatung. Sie ist im Aufsichtsrat der KSBG Kommunale Verwaltungsgesellschaft GmbH, Rütgers Germany GmbH und STEAG GmbH vertreten. 2013 wurde sie außerdem in den Aufsichtsrat der Nord/LB berufen. Seit 2015 ist sie Mitglied des Aufsichtsrats der Deutschen Bahn AG und seit 2019 zudem Mitglied des Aufsichtsrats der Salzgitter AG. Zudem ist sie Vizepräsidentin des Wirtschaftsforums der SPD.

## Öffentliche Ämter
Am 13. Dezember 2000 wurde sie als Ministerin für Wirtschaft, Technologie und Verkehr in die von Ministerpräsident Sigmar Gabriel geführte Landesregierung von Niedersachsen berufen. Ihr Vorgänger in diesem Amt war Peter Fischer. Nach der Landtagswahl 2003 schied sie am 4. März 2003 aus dem Amt. Ihr Nachfolger war Walter Hirche mit der Bezeichnung Minister für Wirtschaft, Arbeit und Verkehr.

## Publikationen
- Soziale Selbstbestimmung und individuelle Verantwortung. Hugo Sinzheimer (1875-1945). Eine politische Biographie. Frankfurt am Main 1991, ISBN 3-631-43436-7 (= Beiträge zur Politikwissenschaft, Band 45, zugleich Dissertation an der Universität Hamburg 1990).